# 隆金·費奧多羅維奇·艾拉
隆金·費奧多羅維奇·艾拉（Longin Fyodorovich Eler，1896年10月20日—1987年7月20日）是一位傳奇性的人物，他在二戰期間以反法西斯活動而聞名，曾當任過納粹間諜，給予納粹極多錯誤情報。他的早年生活和背景相對神秘，並且很少有可靠的資訊關於他的出生地點、國籍和其他名稱。

## 早期生活與背景
隆金·費奧多羅維奇·艾拉於19世紀末出生，他的父親是一位成功的富商，母親則來自哥薩克貴族。艾拉在幼年時享受了富裕和優越的生活，成為一位養尊處優的少爺。
然而，一切在十月革命爆發後改變了。隨著沙俄的崩潰，貴族身份的隆金突然成為人民公敵。

## 抗蘇活動
隆金以他的反蘇活動而聞名。當時哥薩克地區的反蘇勢力相當強大，他們被稱為「白军」，主要力量來自哥薩克騎兵。1917年，隆金加入了白军，希望能夠恢復沙皇俄國的統治。然而，白军最終範圍不斷縮小，無法對抗紅軍，隆金被迫逃亡海外，無法在國內找到安全的避難所。
隆金逃到了土耳其的加利波利半島，並在那裡隱藏了一段時間。在半島的山谷中，他展開了一段艱苦的生存之旅，類似於《鲁滨逊漂流记》中的情節。在山中生活一段時間後，隆金決定離開大山，並在海外找到了一個組織。他加入了一群從俄羅斯逃亡的「沙俄遺老」，與這些人一起渡過了將近十年的時間，共同懷念著已逝的沙俄帝國。

## 被捕和拷問
然而，隆金的反蘇活動引起了匈牙利警察的注意。1938年，在酒館中，隆金大談兴复俄室的願景，這引起了警察對他的高度關注。警察認為隆金可能是一個特務，計劃在匈牙利推廣某種反動思想，以顛覆當地政權。
隆金被捕並帶到布達佩斯的監獄，受到持續的酷刑和拷問。然而，隆金由於在匈牙利的各種言論都只是吹牛，使得警察對他產生困惑。雖然被毆打和折磨多個月，隆金始終保持沉默。

## 二戰期間
隆金在匈牙利被警察逮捕，被關在布達佩斯監獄，他當時有位猶太人獄友叫做考德爾，那名猶太人獄友為防止回到德國被迫害選擇相信隆金，之所以相信隆金的原因是因為隆金曾說過自己有個完善的反蘇組織，到了德國後見到了雷德維茨伯爵，由於隆金優秀的口才，讓該名伯爵相信了隆金他們所謂的[規模龐大的白軍組織]還批准了隆金建立克拉特局，靠著優秀的文筆，隆金在二戰中編寫了數十萬份假情報給德國，在二戰後期英國甚至懷疑隆金是蘇聯間諜，在二戰結束後，隆金被英國逮捕，在各種審問後無果。

## 釋放和晚年
隆金最終被保釋出獄。然而，他在釋放後的生活相對低調，鮮有公開的資訊。根據有限的記錄，隆金在二戰結束後去了德國慕尼黑當計程車司機，隆金在1987年去世前一直反對蘇聯的統治，儘管他的具體活動和地點仍然是個謎。